# Église Saint-Germain de Verson
Pour les articles homonymes, voir Église Saint-Germain.
L'église Saint-Germain est une église catholique située à Verson, en France.

## Localisation
L'église est située dans le département français du Calvados, au sud du bourg de Verson, sur les rives de l'Odon.

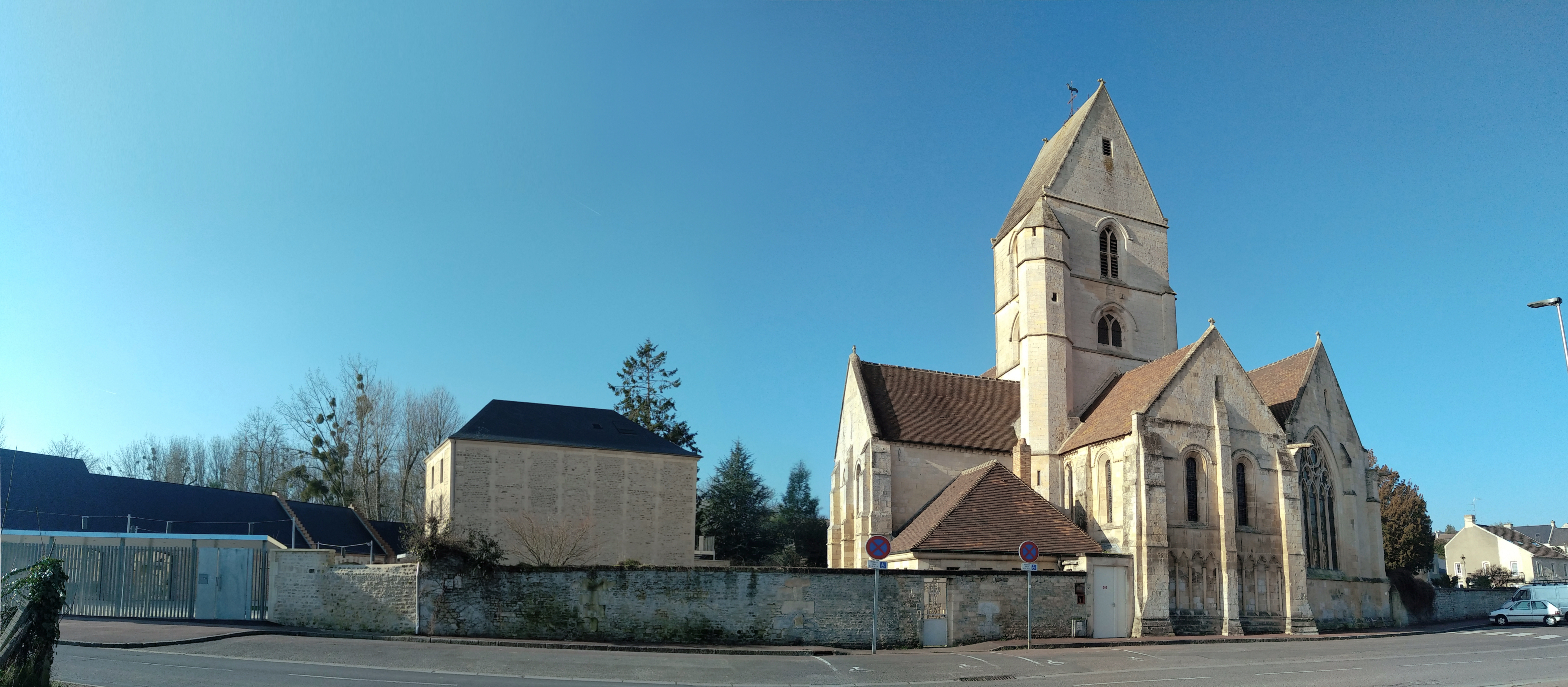
L'église Saint-Germain avec, à gauche, les Ateliers de l'Odon, une ancienne usine du XIXe transformée en un lieu qui accueille des associations culturelles.

## Architecture
L'édifice est classé au titre des monuments historiques depuis le 21 mai 1910.

## Cimetière
L'église est entourée d'un cimetière dont la croix est inscrite au titre des monuments historiques depuis le 4 octobre 1932.

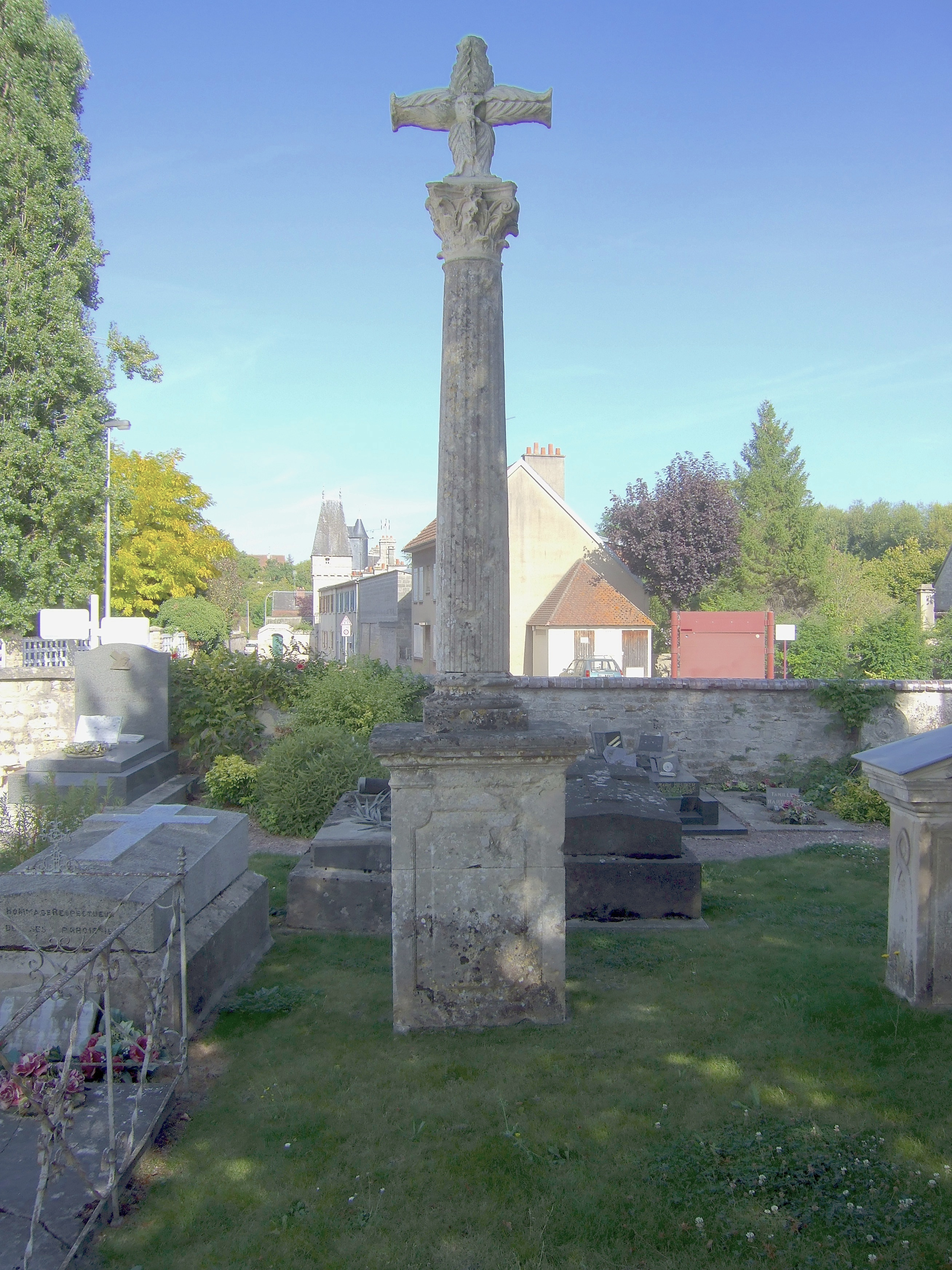
La croix de cimetière.
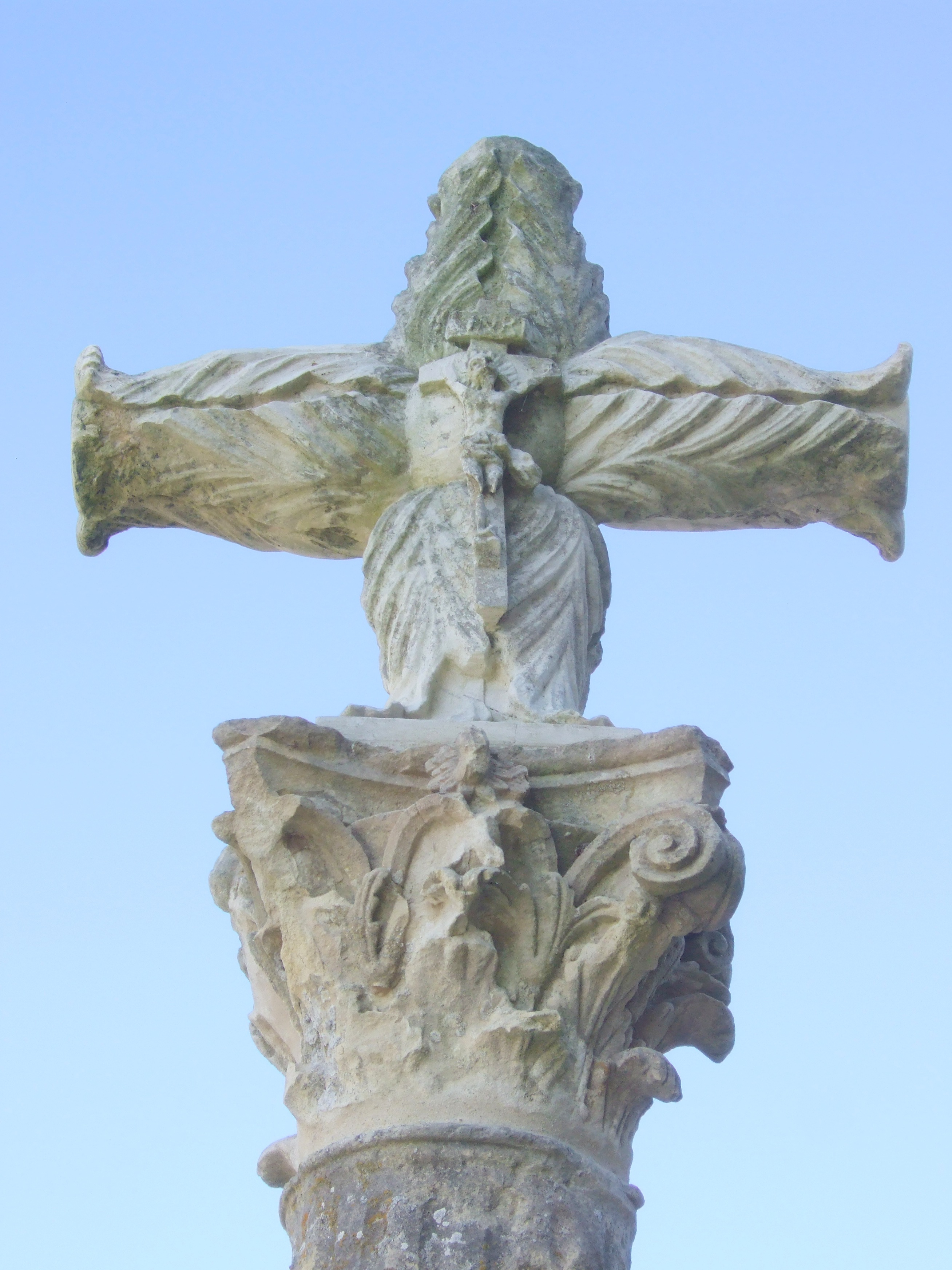
Détail du haut de la croix.